# Wilhelm von Kaulbach
Wilhelm von Kaulbach (født 15. oktober 1805 i Arolsen, død 7. april 1874 i München) var en tysk maler og illustrator. Han var far af Hermann von Kaulbach og farbror til Friedrich Kaulbach.

## Liv og gerning
Kaulbach, hvis far var guldsmed, portræt- og miniaturemaler, kom til Düsseldorf i 1821, blev en elev hos Peter von Cornelius på Kunstakademiet i Düsseldorf, og fulgte ham til München, da han flyttede dertil i 1825. Der malede han under Cornelius ledelse nogen vægmalerier i Königsbau, motiver fra Friedrich Gottlieb Klopstocks Hermanns Schlacht og fra Christoph Martin Wielands og Johann Wolfgang von Goethes digte, og vakte opsigt med Anakreon med sin elskede, vægmaleri i slottet Rosenstein ved Stuttgart. Tegningen Das Narrenhaus med motiver fra hospitalet i Düsseldorf viser ham som skarp iagttager og fysionomist, et emne til en tysk William Hogarth.
Monumentalmaleriet var imidlertid det område han ligesom de øvrige af Cornelius elever  hovedsagelig dyrkede. Hans første store værker i denne retning var Hunnerslaget (1834-1837; en farvet skitse findes i Stuttgart, et senere eksemplar i stor skala i Raczynskiska samlingen i Poznań), udført brunt i brunt og snarere at betragte som en stor karton end et maleri. I året 1837 blev Jerusalems ødelæggelse (i Neue Pinakothek,  München), mindre end den foregående, men udført begyndt efter de samme grundsætninger. Indtil denne tid hører også hans illustrationer til Goethes Reinecke Fuchs, som gjorde Kaulbach meget populær.
I et halvt års ophold i Italien 1838 øvede han sig energisk i oliemaleri efter levende model. I året 1847 blev han direktør for Akademie der Bildenden Künste München og fik samme år til opgave at smykke trappehuset i Neues Museum i Berlin med en serie store vægmalerier. Disse - som var under arbejde i 16 somre -  udførtes ikke i fresketeknik, men med tør farve. Emnet var  verdenshistoriens forskellige perioder eller dens mest betydningsfulde  momenter. Hunnerslaget og Jerusalems ødelæggelse blev gentaget her i større skala, de øvrige motiver var Babeltårnet, Grækenlands blomstring , Korsfarerne foran Jerusalem og Reformationens tid , sidstnævnte komposition optagende reformationens krigere og bagmænd i 1400-1600-talerne, samlede i en kirke -, idéen og redskabet efter Rafaels Skolen i Athen. De seks de store malerier omsluttes af friser og allegoriske figurer.
Ved  midten af 1850'erne blev de fresker til, med hvilke det gamle Neue Pinakotheks i München ydermur smykkedes (farveskitserne opbevares i  pinakoteket, selve freskerne, som blev udført af Kaulbachs medhjælpere,  blev efterhånden udraderet af vind og vejr og blev ødelagt endegyldige ved bombeangrebene mod byen i 1945). Serien var tilsigtet at skildre  kunsternes opsving i München under kong Ludwig 1. af Bayerns  beskyttelse. Kaulbach gav til at karikere det han bør forherlige, han  spøgte temmelig ublidt med både paryktidens og romantikkens koryfæer. Billederne vækkede en storm af harme. Blandt Kaulbachs monumentalmalinger fra de følgende år udmærker sig Otto III i Karl den stores grav (1859, i Germanisches Museum i Nürnberg), Slaget ved Salamis (i Maximilianeum, München, karton i Berlins nationalgalleri), Nero (1873), Syndafloden (karton).
Neues Museum (Berlin)
Kaulbach tegnede mange portrætter samt udgav plancheværkerne Goethes kvindebilleder, Zwölf Bilder zu Schillers Dramen u.a. og udførte også illustrationer til William Shakespeares og til Richard Wagners operaer, den sidstnævnte for Ludwig 2. af Bayern. Nævnes skal også de politisk-satiriske tegninger Dødsdansen (1869) og Den hellige tyskeren Michaels apoteos, udgivet post mortem.
Kaulbach danner overgangen mellem Cornelius strenge formalisme  og den populariserende historiske illustrationskunst, som blev typisk  for Münchenmaleriet et stykke frem i tiden. Spekulativt anlagt, søgte  han svære og dybsindige oplysninger, var grundlæggende ironiker. Han blev hyldet på sin tid som den fremmeste historiemaler blandt Cornelius efterfølgere. Han er måske bedst kendt for sin usædvanlige repræsentation af død, ødelæggelse og galskab.

## Galleri

### Illustrationer
- Wilhelm von Kaulbach, Reineke Fuchs als Sieger,
- En af Wilhelm von Kaulbachs illustrationer til Reineke Fuchs
- Wilhelm von Kaulbach, Das Narrenhaus

### Malerier
- Wilhelm von Kaulbach, Jerusalems ødelæggelse, 1846, Neue Pinakothek
- Wilhelm von Kaulbach, Hunnerslaget, 1850, Neue Pinakothek
- Wilhelm von Kaulbach, Slaget ved Salamis, 1868, Maximilianeum